# جوناثان جوس
جوناثان جوس (بالإنجليزية: Jonathan Joss) هو ممثل أمريكي، ولد في 1965 بسان أنطونيو في الولايات المتحدة.

## الأعمال

### أفلام
| السنة | العنوان                       | الدور         |
| ----- | ----------------------------- | ------------- |
| 1998  | بوكاهانتس: رحلة إلى عالم جديد | عدة أصوات     |
| 2001  | أميلي                         |               |
| 2004  | عطلة عائلة جونسون             | مضيف الكازينو |
| 2010  | عزم حقيقي                     | هستن ان ذارين |
| 2016  | السبعة الرائعون               | دينالي        |
| 2021  | التطهير إلى الأبد             | هندي أمريكي   |

### المسلسلات
| السنة           | العنوان             | الدور                               |
| --------------- | ------------------- | ----------------------------------- |
| 1994            | جوال تكساس ووكر     | الشاب رايموند فاير ووكر، إيدي       |
| 1998–2009، 2025 | ملك التل            | جون ريدكورن (صوت)                   |
| 1999            | عائلة ثورنبيري      | أولوبي، الدببة القطبية (صوت)        |
| 2003            | المسحورات           | شيطان وحشي                          |
| 2004            | إي آر               | بيرت                                |
| 2005            | جاستس ليج أنليميتيد | الشريف أوهييسا "باو واو" سميث (صوت) |
| 2010            | أضواء ليلة الجمعة   | اوني                                |
| 2014            | الدوري              | تاكودا                              |
| 2011–2015       | الحدائق والمنتزهات  | كين هوتاتي                          |
| 2016            | راي دونوفان         | لوي                                 |
| 2022            | ملك تولسا           | باد فيس                             |

### أالعاب فيديو
| السنة | العنوان              | الدور           |
| ----- | -------------------- | --------------- |
| 2010  | ريد ديد ريدمبشن      | السكان المحليين |
| 2016  | ذا واكينغ ديد: ميشون | جون             |
| 2019  | أيام مضت             | ألكاي تيرنر     |

## وصلات خارجية
- جوناثان جوس على موقع IMDb (الإنجليزية)
- جوناثان جوس على موقع ألو سيني (الفرنسية)
- جوناثان جوس على موقع ميوزك برينز (الإنجليزية)
- جوناثان جوس على موقع أول موفي (الإنجليزية)
- جوناثان جوس على موقع قاعدة بيانات الأفلام السويدية (السويدية)
- جوناثان جوس على موقع قاعدة بيانات الفيلم (الإنجليزية)
- جوناثان جوس على موقع كينوبويسك (الروسية)